# Javier Moro
Œuvres principales
Une passion indienne (2006)
Javier Moro est un écrivain espagnol né à Madrid le 11 février 1955.

## Biographie
Javier Moro étudie l'histoire et l'anthropologie.
Javier Moro a longtemps vécu aux États-Unis où il était scénariste.
En 2001, il publie un récit écrit à quatre mains avec son oncle Dominique Lapierre, Il était minuit cinq à Bhopal sur la catastrophe de Bhopal.
Une passion indienne est une biographie romancée d'Anita Delgado, l'épouse de Jagatjit Singh, maharadjah de Kapurthala au début du XXe siècle.
Le roman Le Sari rose, une biographie romancée de Sonia Gandhi, crée une polémique lors de sa sortie en Inde. Le journal India Today lui reproche des inexactitudes, jusque dans le titre (le titre original est El sari rojo [Le Sari rouge], littéralement traduit par The Red Sari dans l'édition indienne, mais selon le journal, le sari de Sonia Gandhi était rose, confusion qui ne concerne pas l'édition française dont le titre avait été initialement rectifié.
En 2011 il obtient le prix Planeta pour son roman L'Empereur aux mille conquêtes.